# Bán Róbert (filmrendező)
Bán Róbert (Budapest, 1925. július 15. – Budapest, 2002. december 30.) magyar dramaturg, rendező, egyetemi tanár.

## Életpályája
1945–46-ban a Szociáldemokrata Ifjúsági Mozgalom tagja volt. 1945–1947 között a Pázmány Péter Tudományegyetem hallgatója volt, ahol többek között Bárdos Artúrnál tanult színházi rendezést. 1946–47-ben Szakszervezeti Ifjúsági és Tanoncmozgalom kultúrfelelőseként tevékenykedett. 1947–48-ban a Mafirt és a MOKÉP Sajtóosztályának munkatársa illetve vezetője volt. 1954-ben végzett a Színház- és Filmművészeti Főiskola filmrendező szakán. Előbb a Pannónia Filmstúdió szinkronrendezője (1954–1960), majd a Hunnia dramaturg munkatársa volt 1960–1963 között. 1963–1965 között a Hunnia rendező-asszisztense volt. 1965-ben mutatkozott be normálterjedelmű játékfilmmel. 1965–1989 között a Hunnia rendezőjeként tevékenykedett. 1969–1985 között a Magyar Amatőrfilm Szövetség elnöke volt. 1985–1989 között a Színház- és Filmművészeti Főiskolán filmtörténetet oktatott.

## Családja
Első felesége Ritly Valéria művészettörténész (1927–1967), a második Kemenes Fanni (1932–) jelmeztervező volt. Egy fia született: Bán András (1951–) műkritikus.

## Művei
- Felvétel! Indíts! (1959, Palásthy Györggyel)
- A filmről a nézőknek (1959, Herczenik Miklóssal)
- A tizedik múzsa (1968)
- A rendező munkája (1972)

## Filmjei
- Irány Varsó (1955, Palásthy Györggyel, Rényi Tamással), dokumentumfilm
- Az igazi égszínkék (1957, Dienes Ferenccel)
- Festenek a gyerekek (1959), rövidfilm
- Hajnal után sötétség (1961), rövidfilm
- Éjszaka is kézbesítendő (1963), tévéjáték
- Négyszemközt (1963), tévéjáték
- Meztelen diplomata (1963), dramaturg (rendező: Palásthy György)
- Róka fogta csuka (1965), tévéjáték
- Játék a múzeumban (1965)
- Borika vendégei (1966), tévéjáték[4]
- Mi lesz veled Eszterke? (1968)
- Kétszer kettő (1968), tévéjáték
- Zenéjét szerezte: Bágya András (1969, Bednai Nándorral, Bánki Lászlóval)
- Lány az uszodából (1970), tévéjáték
- Miért is mentem hozzád feleségül? (1970), tévéjáték
- A gyilkos a házban van (1970)
- Kétszer egy nem mindig kettő (1970), tévéjáték
- Lányarcok tükörben (1972)
- Szerelem jutányos áron (1972)
- Szombat este (1974), tévéfilm-sorozat
- Kísértet Lublón (1975)
- Dóra jelenti (1977)
- A nagyenyedi két fűzfa (1978), tévéjáték
- Tyúktolvajok (1979), tévéjáték
- Fogadó az "Örök világossághoz" (1981), tévéjáték
- Francia négyes (1983), tévéjáték
- Hal négyesben (1984), tévéjáték
- A férj vadászik (1985), tévéjáték
- A Jávor (1987)
- Fejezetek a film történetéből (ismeretterjesztő filmtörténeti videósorozat, 1988–1992)
- A magyar szociofotó története (ismeretterjesztő tévésorozat, 1993)
- A magyar amatőrfilm története rendező (ismeretterjesztő filmsorozat, 1994)
- Vademberek (2001), forgatókönyvíró

## Díjai, kitüntetései
- SZOT-díj (1986)
- A Magyar Köztársasági Érdemrend tisztikeresztje (polgári tagozat, 1995)